# 아나 파드라오

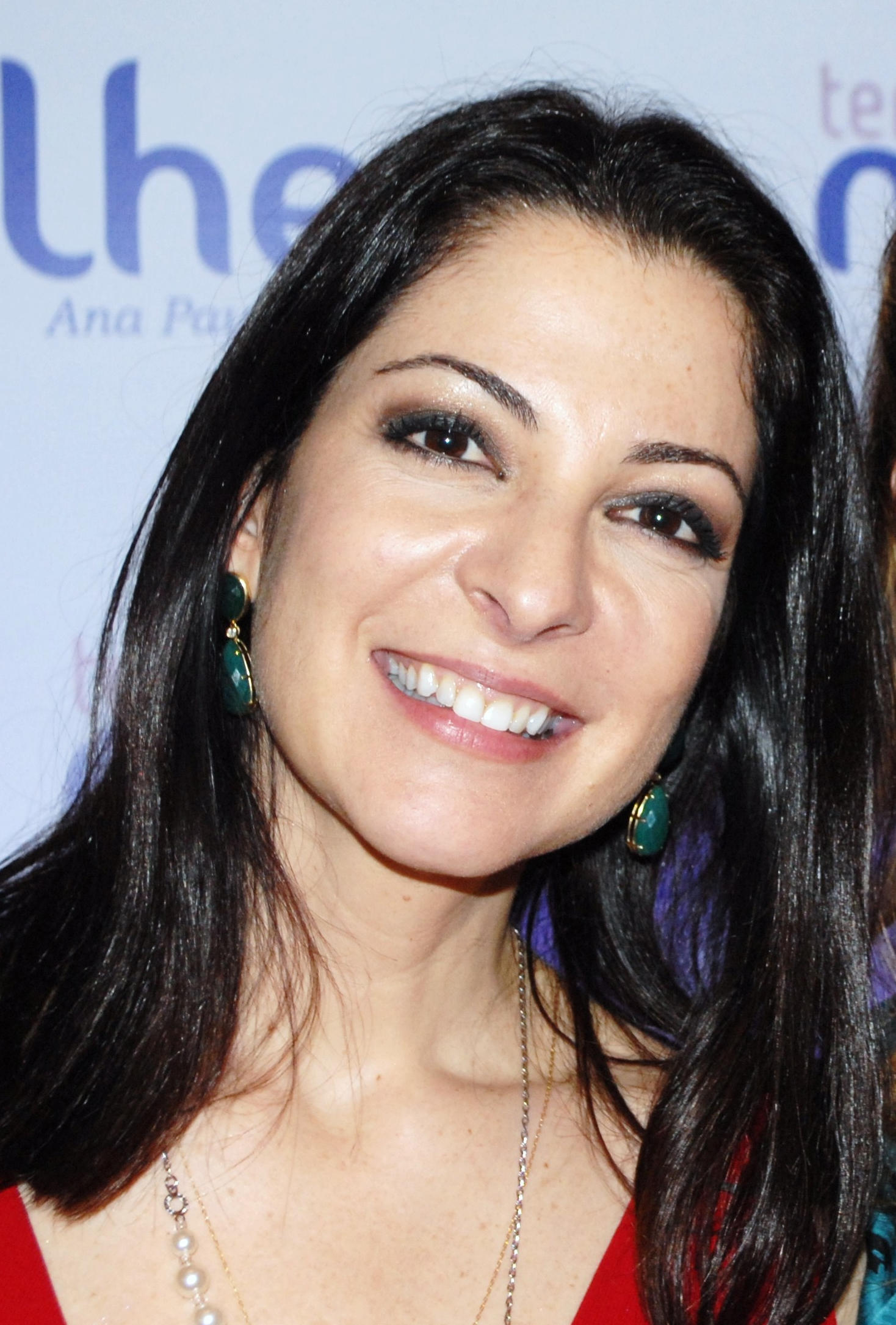

아나 파드라오(Ana Padrão, 1967년 7월 4일 ~ )는 포르투갈의 배우, 영화배우이다.
리스본에서 태어났다.

## 영화
- 체커게임 (2015년)
- 포토 (2012년)
- 지골라 (2010년) - 시빌/ 앨리스 역
- 파두의 전설 아말리아 (2008년)
- 콜 걸 (2007년)
- 임모르타이스 (2003년)
- 수평선 자락 (1993년)